# Huszák Alexandra
Huszák Alexandra (Budapest, 1995. június 18. –) magyar válogatott női jégkorongozó.

## Karrier
A 2007-2008-as női bajnokságban mutatkozott be a felnőttek között, az UTE-Marilyn csapatában öt mérkőzésen. Csapatával második volt. A következő szezonban az UTE U18-as és a felnőtt csapatban is szerepelt a nők között. A két csapatban együtt 110 pontot szerzett. Az U18-as csapatban szerzett pontjaival a kanadai táblázat élén végzett. Az első csapattal megnyerte a magyar bajnokságot. 2009-2010-ben ismét a bajnokság legeredményesebb játékosa és magyar bajnok volt. 2009-ben az év magyar női játékosának választották. A következő bajnokságban a Budapest Stars-hoz igazolt. A női bajnokságban az MTK kölcsönjátékosaként szerepelt. Ismét magyar bajnok lett és a második legeredményesebb játékos lett. 2011-2012-ben a Vasas utánpótlás játékosa lett. A nők között a Bp. Starsban szerepelt. 2013. augusztusban Gasparics Fannival és Kiss-Simon Franciskával 2+1 éves szerződést kötött az orosz női profiligában szereplő Fakel Cseljabinszk csapatával.
2015-től a SZKIF Nyizsnyij Novgorod játékosa lett. 2015 októberében a Arktyik Unyiverszityethez igazolt.

## U18-ás VB divízió I
A 2012-es női U18-as divízió I-es világbajnokságon (Tromsø, 2011. december 29. – 2012. január 4.), ahol Magyarország első helyezést ért el és feljutott a legmagasabb osztályba, Huszák Alexandra a legjobb góllövő és legjobb játékos volt a kanadai táblázaton. A verseny igazgatóságtól a torna legjobb csatára díjat is megkapta.
A női U18-as divízió I-es világbajnokság-selejtezőjében (Asiago, 2011. november 29. – december 4.), ahol magyar válogatott szintén első volt, gólkirálynő és a legeredményesebb játékos lett.
| Verseny   | Hely   | Gólok | Assziszt | Pontok |
| --------- | ------ | ----- | -------- | ------ |
| Selejtező | Asiago | 9     | 4        | 13     |
| Főverseny | Tromsø | 7     | 3        | 10     |
| Együtt    | Együtt | 16    | 7        | 23     |

## 2011–2012 női bajnokcsapatok Európa-kupája
D csoport: Iglóban (szlovákul Spišská Nová Ves; Szlovákia)
| Dátum             | Csapat 1       | Csapat 2                | Eredmény  | Gólok | Assziszt | Pontok |
| ----------------- | -------------- | ----------------------- | --------- | ----- | -------- | ------ |
| 2011. október 28. | Budapest Stars | HC OSY Spišská Nová Ves | 2 : 3 sz. | 1     | 0        | 1      |
| 2011. október 29. | Budapest Stars | HC Slavia Praha         | 4 : 7     | 2     | 1        | 3      |
| 2011. október 30. | Budapest Stars | EHV Sabres Vienna       | 3 : 5     | 3     | 0        | 3      |
| Együtt            | Együtt         | Együtt                  | Együtt    | 6     | 1        | 7      |